# 26074 Carlwirtz
26074 Carlwirtz è un asteroide areosecante. Scoperto nel 1977, presenta un'orbita caratterizzata da un semiasse maggiore pari a 1,8111069 UA e da un'eccentricità di 0,0888421, inclinata di 31,61205° rispetto all'eclittica.